# Wangwu Shan

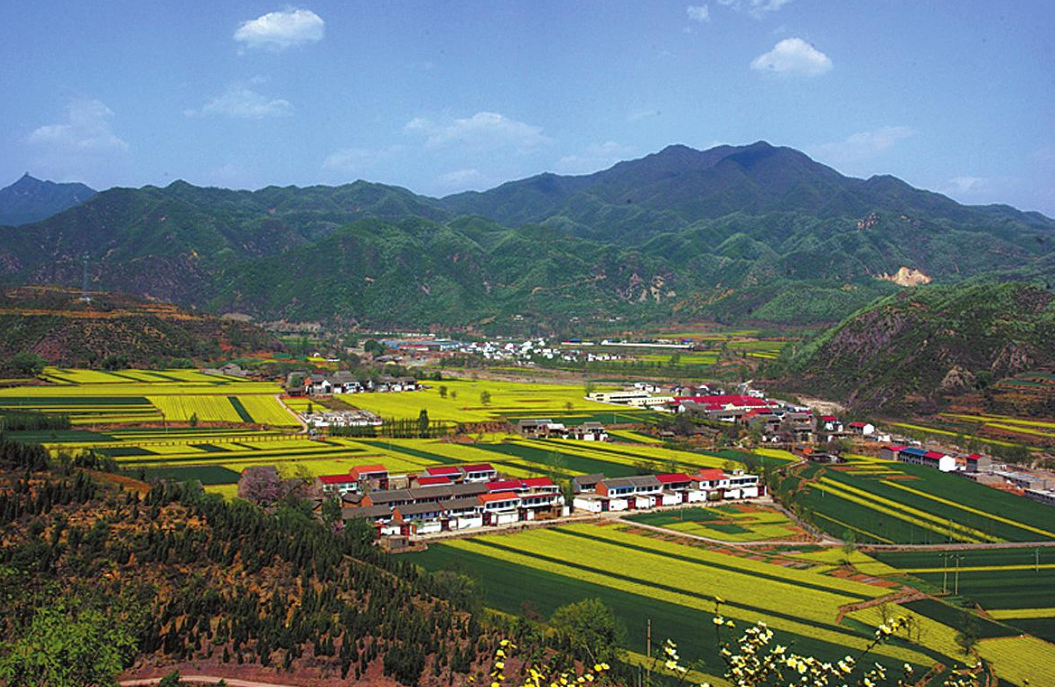
Wangwu Shan

Wangwu Shan (王屋山) ist ein Gebirge ca. 40 km nordwestlich der Stadt Jiyuan im Norden der chinesischen Provinz  Henan. Darin befinden sich berühmte daoistische Stätten, darunter die Wangwu-Shan-Grotte, eine der zehn großen daoistischen Grottenhimmel. Das Gebirge gehört zum Wangwushan-Yuntaishan Nationalpark.
Der Überlieferung zufolge soll in alter Zeit der Gelbe Kaiser/Gelbe Ahnherr (Huangdi) den Berg Wangwu bestiegen und dort das Buch der Elixiere (danjing) empfangen haben.